# 90210 (sezon 3)
Trzecia seria serialu telewizyjnego dla młodzieży 90210 w Polsce planowo miała być emitowana na FoxLife od kwietnia 2011, jednak oficjalnie swoją premierę będzie mieć 9 stycznia 2012 roku. Odcinki będą emitowane podwójnie w każdy poniedziałek. Seria zawiera 22 odcinki. W głównych rolach zasiadają Shenae Grimes, Tristan Wilds, AnnaLynne McCord, Ryan Eggold, Jessica Stroup, Michael Steger, Jessica Lowndes Lori Loughlin i Matt Lanter. Od obsady odeszła Jennie Garth i Rob Estes.
Sezon 3 zaczyna się trzęsieniem ziemi w Beverly Hills, gdy główni bohaterowie zaczynają ostatni rok w szkole. Naomi spędziła lato izolując się i starając się o otrzymanie swojego funduszu powierniczego. Postanawia zgłosić na policję, że została zgwałcona przez pana Cannona, ale wycofuje się po odkryciu, że rozwiązanie jej sprawy będzie utrudnione, z powodu jej wcześniejszych fałszywych oskarżeń. Później jej siostra Jen podsłuchuje rozmowę Naomi i Silver i postanawia wziąć sprawy w swoje ręce, z pomocą Ryana, który widział Cannona i Naomi w szkole, kiedy był pijany. Kiedy Naomi znajduje dowód oskarżenia, Cannon znika. Jen czuje, że jest złą matką i pozostawia syna w rękach Ryana.
Tymczasem Annie i Dixon przeżywają ciężkie chwile po rozwodzie rodziców i próbują być jak najbliżej rodziny. Debbie poznaje realia bycia samotną matką. Annie spędziła lato na areszcie domowym (oprócz tego, ma wyrok w zawieszeniu i zabrane prawo jazdy) po przyznaniu się za ucieczkę z miejsca zdarzenia. Annie i Liam czują coś do siebie, ale postanawiają odstawić swoje uczucia na dalszy plan, aby to nie popsuło ich relacji z innymi. Annie spotyka się ze studentem college'u, Charliem, który okazuje się być przyrodnim bratem Liama. Liam jest w konflikcie z Charliem ze względu na ich burzliwą przeszłość. Teddy i Silver są szczęśliwi w związku, ale szkody trzęsienia ziemi powodują uszkodzenie nóg Teddy’ego, przez co jest zmuszony zakończyć karierę tenisową. Teddy zmaga się również ze swoją seksualnością po tym, gdy będąc pijanym spał z innym facetem, Ianem. Po zniechęcającym zachowaniu Teddy’ego, Silver zrywa z nim. Podczas tego, co dzieje się w szkole, Adrianna wraca z letniej trasy koncertowej z gwiazdą popu, Javierem. Stają się parą, aż do momentu, gdy Navid wyjawia Adriannie, że nigdy nie przestał jej kochać, wówczas dziewczyna rzuca Javiera dla Navida. Choć początkowo Javier postanawia ją odzyskać, jest na nią wściekły i oznajmia jej, że jej kariera muzyczna jest skończona. Javier ginie w wypadku samochodowym a Adrianna unika śmierci. Kradnie książkę z piosenkami Javiera i wykonuje jedną z nich na jego mszy żałobnej, która staje się hitem. Jest wtedy szantażowana przez wuja Javiera, Victora, który zostaje jej menedżerem i przejmuje ogromną część jej zarobków i zmusza ją do zrobienia kilku niewygodnych rzeczy. Navid, zdając sobie sprawę z szantażu, prosi Adriannę, aby nie poddała się Victorowi. Adrianna decyduje się przejąć kontrolę nad jej karierą od Victora po zobaczeniu się na okładce czasopisma. Zaczyna traktować Victora źle i odizolowuje się od Navida i przyjaciół. Navid zaczyna mieć problemy rodzinne, kiedy Silver odkrywa, że jego ojciec zatrudnia nieletnie dziewczyny do grania w filmach porno. Adrianna jest nieświadoma jego problemów, co powoduje, że on i Silver zbliżają się do siebie.
Ivy wciąż jest z Dixonem, ale gdy dziewczyna wraca z Australii ze swoim starym przyjacielem z dzieciństwa, Oscarem, Dixon nie jest zadowolony. Oscar ma ukryty motyw zemsty na Laurel, matce Ivy, gdyż wierzy, że kobieta jest odpowiedzialna za samobójstwo jego ojca. On i Laurel sypiają razem przez całe lato, a następnym etapem jego planu jest spanie również z Ivy. Kiedy mu się to udaje, „zabierając” Ivy jej dziewictwo, pozostawia obie kobiety. Dixon zrywa z Ivy ze strachu po dowiedzeniu się od jego ex-dziewczyny Saszy, że może on być nosicielem HIV, choć po zrobieniu badań okazuje się, że nie jest (Oscar przekupił Sashę, aby powiedziała Dixonowi o chorobie, by zmusić go do zerwania z Ivy, tak aby on mógł zrobić ruch). Dixon i Ivy wracają do siebie, ale gdy Dixon dowiaduje się, że Oscar zabrał dziewictwo Ivy w nocy, gdy ona i Dixon byli pokłóceni, zrywa z nią ponownie. Naomi zaczyna interesować się Oscarem, choć Ivy ostrzega ją przed nim. Gdy pyta ją o chodzenie, ona odmawia. Pechowo dla Naomi, pan Cannon czeka na nią w jej pokoju hotelowym, kiedy wraca z przyjęcia gwiazdkowego Adrianny. Pan Cannon trzyma Naomi jako zakładniczkę i zaprasza Silver do pokoju. Gdy Silver przychodzi, pan Cannon wiąże ją także i mówi dziewczynom o swoim planie, aby udowodnić swoją niewinność i iść do banku, aby odprowadzić pieniądze z funduszu powierniczego Naomi. Silver i Naomi łączą siły atakują pana Cannona. Naomi chce poderżnąć mu gardło, ale Silver odwodzi ją od tego pomysłu i dzwoni na policję.
Liam godzi się z Charliem po ich rozmowie „od serca”, podczas której mówią o przemocy fizycznej, której doznali jako dzieci. Gdy Charlie odkrywa, że Annie czuje coś silnego do Liama, wyjeżdża na studia za granicą, do Francji, pozostawiając Annie i Liama, aby mogli zacząć się spotykać. Annie zaczyna mieć inne problemy, kiedy odwiedza ją jej kuzynka z Kansas, Emily. Emily zaczyna przejmować wszystko w życiu Annie: jej przyjaciół, jej role aktorskie, staż, a także jej związek z Liamem. Annie i Liam znajdują sposób, aby udowodnić, wszystkim podstępne zachowanie Emily, wywożąc ją poza miasto. Teddy nadal zmaga się ze swoim homoseksualizmem i swoimi uczuciami do Iana. Po anonimowym szantażu, zachętą ze strony Iana, decyduje się ujawnić swoim przyjaciołom. Później odkrywa, że Ian był tym, który go szantażował i zrywa z nim. Po poważnym wypadku podczas treningu surfingu, Ivy musi brać marihuanę, aby pomóc jej złagodzić niepokój, poznaje także Raja. Raj ujawnia Ivy, że ma raka; między nimi zaczyna się bliska przyjaźń, która rozwija się w związek, po tym, gdy Ray pomaga jej przezwyciężyć strach przed wodą. Sekret Adrianny o kradzieży książki z utworami Javiera zostaje ujawniony przez Victora, który przez to niszczy karierę dziewczyny. Navid i Silver opracowali tajny związek. Navid zrywa z Adrianną z powodu jej egoistycznego zachowania, po czym Adrianna odkrywa, że Navid zdradzał ją z Silver. Podczas zajęć jogi, Naomi poznaje Guru Sona, wierząc w jego dobre intencje, ale później uświadamia sobie, że wyłudził od niej dużą sumę pieniędzy. Ofermowaty facet, Max, pomaga jej odzyskać swoje pieniądze z powrotem, po czym Naomi zaczyna czuć coś do niego. Naomi i Max zaczynają potajemnie się spotykać, aby chronić swoją reputację, ale presja, aby utrzymać wszystko w tajemnicy staje się zbyt duża dla Naomi, więc decyduje się zakończyć ich związek. Adrianna decyduje się zemścić na Silver za jej zdradę. Potoczeniu wojny między sobą, Silver i Adrianna zawierają rozejm i wznawiają swoją przyjaźń. Później jednak, Adrianna zwodzi Silver i zamienia jej leki dwubiegunowe z placebo, powodując wymknięcie się Silver spod kontroli. Po dziwnym zachowaniu Silver, Navid i Dixon interweniują i zmuszają Silver, aby zgłosiła się do szpitala psychiatrycznego.
Annie zaczyna pracę jako osobista asystentka starzejącej się aktorki, o imieniu Marla Templeton. Annie zaczyna się martwić o stan Marli po tym, jak zaczyna wykazywać oznaki demencji i znajduje broszury na temat wspomaganego samobójstwa. Przekonuje Marlę do uczestniczenia w kontynuacji jednego z jej filmów, co wydaje się ożywić Marlę. Jednak, gdy Annie pojawia się w domu Marli na następny dzień, odkrywa, że popełniła samobójstwo. Nadal zraniony po rozpadzie związku z Ianem, Teddy spotyka nowego faceta, Marco. On i Marco ostatecznie zaczynają się spotykać. Jen powraca do Kalifornii i mówi Ryanowi, że chce jeszcze jedną szansę na wychowanie jej syna, którą ostatecznie uzyskuje. Podczas gdy Silver jest w szpitalu, Adrianna ma okazję zbliżyć się do Navida przez upicie go i wmówienie mu, że się pocałowali. Kiedy Navid nadal ją odrzuca, Adrianna mówi Silver, że Navid ją pocałował, co skutecznie powoduje ich rozstanie. Stan zdrowia Raja pogarsza się, przez co on i Ivy niepokoją się o jego życie. Ivy i Raj decydują się wziąć ślub. Podczas wieczoru kawalerskiego / panieńskiego, skradzione leki Silver wypadają z torebki Adrianny. Po odrzuceniu przez swoich przyjaciół i próbie samobójstwa, Adrianna postanawia stać się lepszym człowiekiem. Max ściąga na teście od Naomi, a kiedy zostają przyłapani, Naomi bierze na siebie winę. Podczas studiów, Max wyznaje, że to on ściągał, dzięki czemu Naomi kończy szkołę. Po śmierci Marli, Annie jest poinformowana, że odziedziczyła cały majątek aktorki. Liam nie zdecyduje się na studia i podejmuje pracę na kutrze rybackim w okresie letnim. Max dowiaduje się, że nie może utrzymywać kontaktu z Naomi przez swoich rodziców, ale wtedy Naomi mówi mu, że jest w ciąży.

## Lista odcinków
| № | Nr | Tytuł                               | Tytuł polski          | Reżyseria         | Scenariusz                                            | Premiera             | Premiera w Polsce |
| --- | -- | ----------------------------------- | --------------------- | ----------------- | ----------------------------------------------------- | -------------------- | ----------------- |
| 47 | 1  | Senior Year, Baby                   | Ten ostatni rok       | Stuart Gillard    | Jennie Snyder Urman                                   | 13 września 2010     | 9 stycznia 2012   |
| To ostatni rok szkoły dla Annie, Dixona i reszty. West Beverly nawiedza trzęsienie ziemi. Ryan martwi się o Jen. Liam jest zły na Annie, że całe lato nie odzywała się do niego, ojczym wyrzucił go z domu po tym jak przyznał się, że to on ukradł monety. Javier odbiera możliwość uczestniczenia Ade w jego trasie, po tym jak nie udaje mu się do niej zbliżyć. Następnie w ich limuzynę trafia samochód. Annie odsiadywała areszt domowy za potrącenie Joe Hermana. Dixon jest zazdrosny o przyjaciela Ivy - Oscara, który przyjechał z nią z Australii. Pan Cannon wciąż pracuje jako nauczyciel w West Beverly, co wzbudza przerażenie w oczach Naomi. Zdesperowana zgasza na policję, że została zgwałcona. Annie wybiera się na rozmowę o staż, podczas której otwarcie wyznaje dlaczego całe lato przesiedziała w domu. Ivy zaczyna marzyć o Oscarze. Teddy uszkadza kolano, przez co jego kariera sportowa musi zejść na dalszy plan. Liam otwarcie przyznaje, że chce czegoś więcej niż tylko przyjaźni z Annie. Lauren wyznaje, że Ade nie wzbudza już takiego zainteresowania, dziewczyna postanawia wykorzystać teksty piosenek Javiera. Naomi chcąc udowodnić, że się nie zmieniła zaprasza trzech przypadkowych chłopaków na prywatny striptiz. Annie otrzymuje staż. Teddy i Naomi zostają przyłapani w dwuznacznej sytuacji przez Silver. Okazuje się, że Oscara i matkę Ivy łączy coś więcej. Erin dostaje staż u Cannona. |    |                                     |                       |                   |                                                       |                      |                   |
| 48 | 2  | Age of Inheritance                  | Imprezowa noc         | Liz Friedlander   | Padma L. Atluri                                       | 20 września 2010     | 9 stycznia 2012   |
| Naomi otrzymuje swój fundusz powierniczy mimo sprzeciwu Jen. Oscar nie chce zaprzestać romansowania z Laurel. Annie poznaje w kawiarni Charliego - dramaturga. Silver wybacza Teddy'emu. Na stażu z Cannonem dowiaduje się, że opuściła go żona. Cannon zatrzymuje jej szalik. Naomi urządza imprezę urodzinową. Clark przeprasza Erin tłumacząc się, że ktoś musiał dodać jej coś do drinka, bo nic nie pamięta. Cannon próbuje nastawić Silver przeciw Naom. Liam informuje Naomi że chce spotykać się z Annie, blondynce nie przeszkadza to. Dixon zapoznaje Oscara z Navidem i Teddym. Ten ostatni zaczyna mieć problemy z alkoholem. Ade przejmuje się, że piosenka nie spodoba się Laurel. Kiedy Naomi zauważa Cannona oglądającego się na ulicy za młodszymi chce go potrącić samochodem. Ivy jest wkurzona na Dixona że bawił się w klubie z innymi dziewczynami. Po tym jak okazuje się, że Liam i Annie włamali się na czyjąś łódź, dziewczyna nie chce się spotykać z chłopakiem. Kłamstwo Naomi znów wychodzi na jaw. Annie zaprasza Charliego na imprezę. Silver postanawia pomóc Cannowi przy edycji filmu. Ade i Annie starają się dowiedzieć czemu Naomi skłamała, ale ta zraża do siebie przyjaciółki. Jen leży w szpitalu aby nie urodzić przedwcześnie. Laurel jest zachwycona piosenką Ade. Naomi próbuje ostrzec Silver, ale bez skutku. |    |                                     |                       |                   |                                                       |                      |                   |
| 49 | 3  | 2021 Vision                         | Wizja przyszłości     | Millicent Shelton | Tod Himmel                                            | 27 września 2010     | 16 stycznia 2012  |
| Naomi wciąż ma problemy ze snem - nie może zapomnieć o gwałcie. Cannon chce spędzać coraz więcej czasu z Erin. Teddy coraz częściej pije, przez co wylądował w łóżku z innym chłopakiem. Ade została poproszona o wykonanie swojego utworu (a w zasadzie Javiera) na pogrzebie gwiazdora. Silver zaczyna domyślać się, że Cannon kłamie, przychodzi wieczorem do Naomi aby ją przeprosić, ale ta jest nieprzytomna z powodu środków nasennych, które zmieszała z alkoholem. Nowa szefowa Annie nie może mieć dzieci - oferuje jej 20 tysięcy za komórkę jajową. Wujek Javiera chce zdemaskować Ade, grożąc że umieści oryginał piosenki w wykonaniu Javiera. |    |                                     |                       |                   |                                                       |                      |                   |
| 50 | 4  | The Bachelors                       | Aukcja                | David Warren      | David S. Rosenthal                                    | 4 października 2010  | 16 stycznia 2012  |
| Naomi trafi do szpitala na płukanie żołądka, razem z Silver wszystko sobie wyjaśniają. Ivy oświadcza Dixonowi że jest gotowa na seks, ale niespodziewanie w szkole zjawia się Sasha. Związek Annie i Charliego rozwija się. Liam wprowadza się na parę dni do Dixona, przez co jego siostra czuje się trochę zażenowana. Victor mianuje się managerem Ade, zabierając jej połowę zarobku w zamian za to nie ujawni tego, że przywłaszczyła sobie piosenkę Javiera. Dziewczyna musi odwołać swój występ na gali dobroczynnej poświęconej rakowi piersi - Silver jest wściekła. Liam jest zazdrosny o Annie, chociaż nie spotykają się już. Chłopcy z Wes Bev przygotowują się do występu tanecznego, który ma otwierać licytację kawalerów. Niestety choreografem jest Ian - chłopak który spał z Teddym. Annie wciąż żywi urazę do Naomi za to co powiedziała w czasie swojej imprezy urodzinowej, ponadto dowiaduje się, że Charlie jest przyrodnim bratem Liama. Charile opowiada Annie całą historię z dzieciństwa. Adrianna zostaje oszukana przez Vitora, wraca na bal charytatywny wygrywając Navida. Tymczasem na balu zjawia się Sasha próbując wylicytować Dixona. Pomiędzy Ianem a Teddym dochodzi do bójki za co dostają 2 tygodnie kary. Annie chce zaprzestać dla Liama widywać się z Charilem, ale ten olewa ją i wychodzi z balu z dziewczyną która go wylicytowała. Erin mówi Ade i Annie o tym co spotkało Naomi. Rodzina Wilsonów zmaga się z trudną sytuacją finansową, Annie jest zdecydowana sprzedać swoje jajeczka. Kidy Sasha ma w końcu okazję porozmawiać z Dixonem wyznaje mu że ma HIV i prosi aby wykonał badania. |    |                                     |                       |                   |                                                       |                      |                   |
| 51 | 5  | Catch Me If You Cannon              | Plan działania        | Jim Conway        | Terrence Coli                                         | 11 października 2010 | 23 stycznia 2012  |
| Dixon robi test na obecność HIV. Dziewczęta obmyślają plan zdemaskowania Cannona. Debbie zaczyna desperacko szukać pracy, dlatego zatrudnia się u Jen. Liam mieszka w samochodzie. Charlie chce poprawić stosunki z bratem. Chłopak daje bratu kartę do opłaconego pokoju aby nie musiał spać w aucie. Debbie znajduje zastrzyki, Annie zmuszona jest powiedzieć matce prawdę. Oscar mówi Ivy, że widział Dixona z Sashą. Silver udaje się namówić Cannona do spotkania w hotelu. Jen rodzi chłopca. Widok noworodka sprawia, że Annie postanawia nie oddawać swoich komórek jajowych. Ivy chce wiedzieć co jest z Dixonem. Ten zamiast powiedzieć jej prawdę o ewentualnej chorobie mówi że wciąż pociąga go Sasha. Ivy spędza noc z Oscarem. Plan Silver niewypał. Cannon zjawia się w hotelu wraz z dyrektorką i psychologiem. Dixon nie jest nosicielem HIV, chce naprawić to że rozstał się z Ivy. |    |                                     |                       |                   |                                                       |                      |                   |
| 52 | 6  | How Much Is That Liam in the Window | Model w oknie         | Stuart Gillard    | David S. Rosenthal & Jennie Snyder Urman              | 25 października 2010 | 23 stycznia 2012  |
| Dixon mówi prawdę Ivy na temat poprzedniego wieczoru. Dziewczyna ma wyzuty sumienia, że straciła dziewictwo z Oscarem. Ryan chce przekonać Naomi do odwiedzenia siostry i siostrzeńca. Liam użera się z dziewczyną z aukcji, ale gdy tylko na horyzoncie pojawia się Annie, chłopak udaje, że świetnie się bawi. Adrianna jest wystawiana przez Victora na ciężkie próby, Silver i Navid nie mogą uwierzyć, że dziewczyna daje się tak traktować. Liam zatrudnia się jako ekspedient w sklepie. Gdy Naomi odwiedza Jaquesa, Jen przez przypadek dowiaduje się o gwałcie. Liam poznaje w sklepie kobietę, która oferuje mu pracę i mieszkanie. Navid i Silver odkrywają, że Victor szantażuje Ade. Oscar ujawnia przed Ivy, że sypiał z jej matką całe lato. Mści się na Laurel za śmierć matki. Okazuje się, że Liam będzie pracować dla matki Laury, która wylicytowała go na loterii. |    |                                     |                       |                   |                                                       |                      |                   |
| 53 | 7  | I See London, I See France...       | Bolesna prawda        | Krishna Rao       | Scott Weinger                                         | 1 listopada 2010     | 30 stycznia 2012  |
| Po szkole chodzi plotka, że Teddy'ego nie podniecają dziewczyny. Ryan obiecuje, że stanie po stronie Naomi jako świadek w procesie przeciw Cannonowi. W szkole zjawia się nowa dziewczyna, Navid jest pewien, że skądś ją zna. Matthews i Cannon zostają zawieszeni przez toczący się proces o gwałt. Dixon i Ivy znów się schodzą. Teddy stara się wrócić do Silver, ale bez skutku. W szkole odbywa się uroczystość wręczenia nagród za osiągnięcia, a także nagród za nieosiągnięcia - organizowany przez uczniów. Harper zdobywa Nagrodę Dla Przywódcy. Oscar pomaga Naomi odkryć przeszłość Cannona. Okazuje się, że nowa dziewczyna grała w filmach porno ojca Navida. Liam dowiaduje się, że Laura sprzedaje narkotyki. Ivy mówi Dixonowi, że spała z Oscarem. Gdy policja ma zaaresztować Cannona, okazuje się, że nauczyciel uciekł. |    |                                     |                       |                   |                                                       |                      |                   |
| 54 | 8  | Mother Dearest                      | Najdroższa mamusia    | Oz Scott          | Paul Sciarrotta                                       | 8 listopada 2010     | 30 stycznia 2012  |
| Dixon uderza Oscara za to, że przespał się z Ivy. Ade próbuje wybrać idealną sukienkę na czerwony dywan. Victor oświadcza, że na imprezę pójdzie w towarzystwie Joe Jonasa. Navid mówi ojcu o niepełnoletniej dziewczynie pracującej w jego wytwórni. Ivy próbuje przeprosić Dixona. Oscar umawia się z Naomi na kolację. Navid znów złości się na Ade za Victora. Annie i Dixon znajdują papiery rozwodowe, chcą odwiedzić ojca, ale drzwi otwiera im pewna brunetka. Jen obwinia się, że jest fatalną matką po tym, jak Jack upadł na ziemię. Shirazi namawia Silver, aby poszła na przesłuchanie do jednego z filmów porno i przekonała się, czy firma jego ojca rzeczywiście zatrudnia nieletnie. Adrianna poznaje Joe. Navid kłóci się z ojcem. Naomi i Ivy upokarzają Oscara. Silver zaczyna coś czuć do Navida. Ten przypadkowo wyjawia szkolnej doradczyni zawodowej, że jego ojciec zatrudnia nieletnie dziewczęta do filmów porno. Ade sprzeciwia się Victorowi - na czerwonym dywanie przedstawia swojego prawdziwego chłopaka i ustanawia nowe zasady między nią a managerem. Jen opuszcza Jacka i Ryana. Stosunki między Naomi a Ivy zaczynają się ocieplać. |    |                                     |                       |                   |                                                       |                      |                   |
| 55 | 9  | They're Playing Her Song            | Ulubiona piosenka     | Rob Hardy         | Jennie Snyder Urman & Jenny Lamia                     | 15 listopada 2008    | 6 lutego 2012     |
| Naomi zaprasza Ivy na wypad z innymi dziewczynami. Teddy wraca do szkoły po tym jak odwiedził ojca na planie filmowym, Dixon i Navid nadal są na niego źli za jazdę po narkotykach. Debbie pomaga Ryanowi znaleźć nianię dla Jacka. Sprawa nieletnich w wytwórni filmowej Shirazich nabiera tępa. Kariera Ade rozwija się w dobry kierunku, przez co ma coraz mniej czasu dla swojego chłopaka. Annie poznaje przyjaciół i byłą dziewczynę Charliego. Naomi chce, aby dziewczyna rozbudziła jego zmysły. Wspólna opieka nad dzieckiem sprawia, że Debbie i Ryan zbliżają się do siebie. Ade wykorzystuje swoją pozycję w show biznesie. Teddy idzie do klubu dla gejów, zapomina portfela i nie ma jak zapłacić za drinki, więc o przysługę prosi Iana. Anni całkowicie się kompromituje przed przyjaciółmi Charliego. Ojciec Navida ucieka do Iranu. Charlie wyjaśnia Annie, skąd ma bliznę. Teddy zwierza się Ianowi, że już wcześniej czuł coś do innego mężczyzny. Navid przychodzi wieczorem do Erin. |    |                                     |                       |                   |                                                       |                      |                   |
| 56 | 10 | Best Lei'd Plans                    | Randka idealna        | David Warren      | David Rosenthal & Deborah Schoeneman                  | 29 listopada 2010    | 6 lutego 2012     |
| Navid spędził całą noc na zwierzaniu się Silver. Naomi umawia się z przystojnym surferem (kolegą Ivy), udając, że też jest surferką. Płyta Ade świetnie się sprzedaje. Liam wciąż pracuje dla rodziców Laury. Wszyscy dookoła zauważają, że Ade zmieniła się w divę. Oscar przychodzi przeprosić Ivy. Dzieciaki namawiają Debbie na randkowanie. Ivy wygrywa konkurs dla surferów West Bev Surf, a matka kibicuje córce z ukrycia. Randka Naomi kończy się niefortunnie. Także internetowe randki Debbie nie idą najlepiej. Podczas jednej z nich kobieta wpada na Ryana. Po tym jak Laura mówi, że wciąż jest zakochana w Dax'sie, Liam stara się być miły i pomocny. Na imprezie na plaży całuje i przytula Laurę, aby Dax czuł się zazdrosny. Navid wyjawia Silver, że coś do niej czuje. Gdy przerywa im Ade, Silver rzuca się w ramiona Teddego, ale ten czuje się zakłopotany. Zaczyna sobie zdawać sprawę, że czuje coś do Iana. Ivy dzwoni do ojca. Oscar umila Naomi wieczór. Teddy pomaga Ianowi posprzątać po imprezie, następnie go całuje. Dax i jego kumpel atakują Liama. |    |                                     |                       |                   |                                                       |                      |                   |
| 57 | 11 | Holiday Madness                     | Świąteczne szaleństwo | Dennis Smith      | Rebecca Sinclair                                      | 6 grudnia 2010       | 13 lutego 2012    |
| Ade trwoni swoje pieniądze, wynajmując ogromną posiadłość. Planuje urządzić imprezę. Ivy umawia się na wieczór ze swoim ojcem. Teddy wyznaje, że chce spotykać się z Ianem, ale nie jest gotowy, aby wszyscy wiedzieli o jego orientacji. Ian nie chce związku w ukryciu. Annie i Dixon jadą do szpitala, aby upewnić się, czy z Liamem jest wszystko w porządku. Ivy niepokoi się, że Naomi spotyka się z Oscarem. Ojciec Ivy zaprasza ją na święta do siebie, choć tak naprawdę chce uniknąć płacenia za college córki. Victor znowu zaczyna pogrywać z Ade i ujawnia jej sekret. Ivy mówi Naomi, że może spotykać się Oscarem i zawsze na nią liczyć, godzi się z matką. Liam mówi Annie o swojej miłości. Dixon po kryjomu widzi jak Teddy i Ian się całują. Naomi mówi Oscarowi, że przyjaźń jest dla niej ważniejsza od chłopców, w jej pokoju hotelowym czeka na nią Cannon. |    |                                     |                       |                   |                                                       |                      |                   |
| 58 | 12 | Liars                               | Kłamcy                | Stuart Gillard    | Tod Himmel                                            | 24 stycznia 2011     | 13 lutego 2012    |
| Naomi spotyka w swoim mieszkaniu Pana Cannona, który wraca po to, aby się na niej zemścić. Teddy nie jest gotów do tego, aby się ujawnić. Navid decyduje się rozstać z Ade, jednak wszystko zmienia się w momencie, kiedy dowiaduje się, że jej agent ujawnił informacje o skradzionym zeszycie Javiera. Liam i Annie spędzają ze sobą noc. Niespodziewanie w mieszkaniu Naomi pojawia się Silver. Cannon postanawia nagrać film, w którym dziewczyny przyznają się do błędu i odwołują swoje wcześniejsze zeznania, chce ukryć się aż do czasu oczyszczenia go z zarzutów, więc żąda od Naomi pieniędzy. Ivy ulega wypadkowi podczas surfowania. W życiu przyjaciół pojawia się nowa postać Emily, kuzynka Annie i Dixona. |    |                                     |                       |                   |                                                       |                      |                   |
| 59 | 13 | It's Getting Hot in Here            | Coraz goręcej...      | Liz Friedlander   | David S. Rosenthal                                    | 31 stycznia 2011     | 20 lutego 2012    |
| Dziewczyny wyjeżdżają na weekend do miejsca, w którym mają odnaleźć siebie i się zrelaksować. Podczas jednej z atrakcji dochodzi do sprzeczki. Silver, Naomi oraz Annie mówią Ade, co o niej myślą. Emily oburzona tym, co wcześniej usłyszała na swój temat z ust kuzynki, postanawia zniszczyć jej życie, odbierając jej wszystko to co dla niej najważniejsze, czyli przyjaciółki oraz chłopaka. Brat Liama, Charlie, dowiaduje się o tym, co łączy Annie i Liama. Postanawia, że nie stanie na drodze ich szczęściu i wyjeżdża do Paryża. |    |                                     |                       |                   |                                                       |                      |                   |
| 60 | 14 | All About a Boy                     | Wszystko o nim        | Harry Sinclair    | Paul Sciarrotta                                       | 7 lutego 2011        | 20 lutego 2012    |
| Naomi wraca z obozu jogi, gdzie poznała guru Son. Annie dostaje propozycję wzięcia udziału w castingu. Ade nie ma zamiaru odzyskać swojego dziecka, jednak uważa, że pomoże jej to w odzyskaniu straconej pozycji, dlatego też zgadza się na kręcenie reality show, którego będzie gwiazdą. Navid dowiadując się o tym, rozstaje się z nią. Silver przez przypadek domyśla się z kim spotyka się Teddy. Naomi urządza imprezę dla guru Sona, na której Teddy postanawia się ujawnić. |    |                                     |                       |                   |                                                       |                      |                   |
| 61 | 15 | Revenge with the Ner                | Plan zemsty           | Millicent Shelton | Paul Terrence Coli                                    | 14 lutego 2011       | 27 lutego 2012    |
| Naomi chce odzyskać swoje pieniądze, jednak okazuje się, że nie jest to możliwe, ponieważ podpisała akt darowizny. Postanawia zepsuć guru otwarcie nowego miejsca, w którym powstać ma kolejny obóz jogi. Ade zaczyna kręcić reality show. Emily odbiera rolę Annie w przedstawieniu. Ade postanawia dowiedzieć się, z kim zdradził ją Navid. Silver uspokaja ją mówiąc, że kolczyk, który znalazła może należeć do siostry Navida. Navid i Dixon postanawiają otworzyć studio, w którym będą kręcić teledyski. Dzięki Dixonowi pierwszy teledysk, jaki powstaje w ich studio, to teledysk Nell-iego. Navid przyznaje się do zdrady. Naomi dzięki Maxowi odnajduje sposób odzyskania swoich pieniędzy. |    |                                     |                       |                   |                                                       |                      |                   |
| 62 | 16 | It's High Time                      | Najwyższy czas        | Krishna Rao       | Padma Alturi                                          | 21 lutego 2011       | 27 lutego 2012    |
| Emily zaczyna zbyt mocno interesować się Liamem. Ivy proponuje randkę Dixonowi, jednak ten, mając na uwadze to, co się między nimi wydarzyło, nie zgadza się. Annie dowiaduje się, że Emily rozpuszcza plotki na jej temat. Silver mówi chłopakom o tym, że Teddy dziwnie czuje się w ich towarzystwie po ujawnieniu się i potrzebuje ich pomocy. Emily źle traktuje Annie w pracy. Dziewczyna wybucha i mówi, że nie jest jej służącą. Po pewnym czasie zostaje wezwana przez szefową, która pokazuje jej zdewastowaną garderobę Emily i zwalnia ją za to z pracy. Dziewczyna nie wytrzymuje i atakuje Emily. |    |                                     |                       |                   |                                                       |                      |                   |
| 63 | 17 | Blue Naomi                          | Niebieska Naomi       | Elizabeth Allen   | David S. Rosenthal                                    | 28 lutego 2011       | 5 marca 2012      |
| Adrianna szykuje odwet na Silver za to, że przespała się z jej chłopakiem. Po spektaklu dziewczyny zauważają, że Emily zachowuje się dość dziwnie. Annie wraca do szkoły. Ivy spotyka się z nowo poznanym chłopakiem Rayem. Ade mówi Silver, że podejrzewa, iż Navid zdradził ją z Leylą. Liam postanawia zrobić sobie przerwę w związku z Annie. Ich rozmowę podsłuchuje Emily i umawia się z Liamem na kolację. Naomi chce pokazać Maxowi, że bardzo mu na nim zależy, dlatego też przebiera się za jedną z postaci Avatara i idzie na seans. Tam jednak okazuje się, że nikt nie jest przebrany oprócz niej. Kolacja Liama i Emily kończy się dla dziewczyny dość pechowo. |    |                                     |                       |                   |                                                       |                      |                   |
| 64 | 18 | The Enchanted Donkey                | W Meksyku             | David Paymer      | Rebecca Sinclair & Rebecca Sinclair & Paul Sciarrotta | 18 kwietnia 2011     | 5 marca 2012      |
| Cała paczka z West Bev udaje się na przerwę wiosenną do Meksyku. W samolocie okazuje się, że Annie i Naomi zaprosiły również Ade. Teddy spotyka swoją pierwszą miłość - współlokatora z poprzedniej szkoły. Okazuje się, że chłopak również jest gejem. Ade i Silver zaczynają robić sobie na złość. Max pomaga Naomi w nauce. Annie, która najbardziej cieszyła się z wyjazdu, zostaje ugryziona przez małpę i musi spędzić przerwę wiosenną w pokoju. Po wielkiej kłótni Ade i Silver dochodzą do porozumienia, jednak okazuje się, że Ade nie ma zamiaru odpuścić i podmienia Silver tabletki. |    |                                     |                       |                   |                                                       |                      |                   |
| 65 | 19 | Nerdy Little Secrets                | Małe sekrety          | Harry Sinclair    | David Rosenberg                                       | 25 kwietnia 2011     | 12 marca 2012     |
| Max wyjeżdża na konkurs. Naomi jedzie za nim po tym, jak dowiaduje się, że po konkursie odbywa się wielka impreza. Napada na koleżankę Maxa, przez co zespół traci uczestniczkę. Ivy zaczyna na poważnie spotykać się z Rayem. Annie otrzymuje pracę u znanej niegdyś gwiazdy filmowej. Naomi przez to, co zrobiła musi wziąć udział w konkursie. Silver udaje się na rozmowę z osobą z NYU. Rozmowa przebiega znakomicie, jednak później dziewczyna zaczyna nękać telefonami mężczyznę, który przeprowadzał z nią rozmowę. |    |                                     |                       |                   |                                                       |                      |                   |
| 66 | 20 | Women on the Verge                  | Kobieta na krawędzi   | Stuart Gillard    | Scott Weinger & Jenna Lamia                           | 2 maja 2011          | 12 marca 2012     |
| Teddy zaczyna spotykać się z nowym chłopakiem. Wie, że jest gotowy na prawdziwy związek. Silver przez swoje telefony nie dostaje się na NYU. Pracodawczyni Annie mówi jej o tym, że jest chora i że nie chce już dalej żyć. Podarowuje jej piękny wisiorek. Navid i Dixon odwożą Silver do szpitala. Ade wykorzystuje swoją szansę, upijając Navida. Silver podejrzewa, że to Adrianna podmieniła jej pigułki. |    |                                     |                       |                   |                                                       |                      |                   |
| 67 | 21 | The Prom Before the Storm           | Bal przed burzą       | Mike Listo        | David Rosenthal & Terrence Coli                       | 9 maja 2011          | 19 marca 2012     |
| Annie i Dixon z powodu braku pieniędzy nie mogą iść na swoje wymarzone uczelnie. Ray postanawia się leczyć, dzięki czemu ma szansę przeżyć kilka lat więcej. Wszyscy udają się na bal kończący ich naukę w West Bev. Max zmienia esej Naomi, przez co dziewczyna nie dostaje się na wymarzoną uczelnię. Ade opowiada Silver o tym, jak rzekomo Navid ją pocałował. Silver rozstaje się z Navidem. Ray i Ivy postanawiają wziąć ślub. |    |                                     |                       |                   |                                                       |                      |                   |
| 68 | 22 | To the Future!                      | Za przyszłość!        | Rebecca Sinclair  | Rebecca Sinclair & Paul Sciarotta                     | 16 maja 2011         | 19 marca 2012     |
| Ivy i Ray biorą ślub w stylu indyjskim. Na początku matka Ivy się na to nie zgadza, tłumacząc, że córka jest za młoda. Rodzice Raya zgadzają się i cieszą z tego. Ostatecznie matka Ivy przychodzi na ślub. Max podczas przemówienia na koniec roku przyznaje się, że to on oszukiwał. Zostaje wyrzucony ze szkoły. Rodzice chcą, żeby wyjechał na studia do innego stanu, na drugi dzień. Naomi przychodzi wieczorem do jego domu i oznajmia, że jest w ciąży. |    |                                     |                       |                   |                                                       |                      |                   |